# Григорковское сельское поселение
Григо́рковское се́льское поселе́ние — муниципальное образование в составе Сонковского района Тверской области.
Административный центр — деревня Григорково.

## Географические данные
- Общая площадь: 156,3 км²
- Нахождение: южная часть Сонковского района
  - Граничит:
    - на севере — с городским поселением посёлок Сонково и Петровским СП
    - на северо-востоке — с Пищалкинским СП
    - на востоке — с Койским СП
    - на юге — с Кесовогорским районом, Кесовское СП и Лисковское СП
    - на западе — с Беляницким СП

Главная река — Корожечна.

Поселение пересекает железнодорожная линия «Москва—Сонково—Санкт-Петербург».

## История
В XIX — начале XX века деревни поселения относились к Константиновской и Васьянской волостям Кашинского уезда.
Образовано в 2005 году, включило в себя территории Зубаревского, Григорковского и Новогорицкого сельских округов.

## Население
| 2010 | 2011 | 2012 | 2013 | 2014 | 2015 | 2016 | 2017 | 2018 |
| ---- | ---- | ---- | ---- | ---- | ---- | ---- | ---- | ---- |
| 546  | ↗549 | ↗598 | ↗735 | ↗877 | ↘861 | ↘828 | ↘808 | ↘782 |
| 2019 | 2020 | 2021 |      |      |      |      |      |      |
| ↘749 | ↘727 | ↘449 |      |      |      |      |      |      |

На 01.01.2008 — 735 человек. Население по переписи 2010 — 546 человек.

## Состав сельского поселения
| №  | Населённый пункт | Тип населённого пункта          | Население |
| -- | ---------------- | ------------------------------- | --------- |
| 1  | Александровка    | деревня                         | 8         |
| 2  | Беклемишево      | деревня                         | ↘14       |
| 3  | Блудки           | деревня                         | 0         |
| 4  | Болтино          | деревня                         | 7         |
| 5  | Большая Хотенка  | деревня                         | 1         |
| 6  | Ботари           | деревня                         | 0         |
| 7  | Быльцино         | деревня                         | 1         |
| 8  | Вольское         | деревня                         | 8         |
| 9  | Воскресенское    | деревня                         | 37        |
| 10 | Горка            | деревня                         | 1         |
| 11 | Григорково       | деревня, административный центр | ↘111      |
| 12 | Дронино          | деревня                         | 5         |
| 13 | Дубровка         | деревня                         | 1         |
| 14 | Зубарево         | деревня                         | ↘48       |
| 15 | Константиново    | деревня                         | ↘9        |
| 16 | Ломтево          | деревня                         | 1         |
| 17 | Малая Хотенка    | деревня                         | 7         |
| 18 | Небарово         | деревня                         | 1         |
| 19 | Нестрашево       | деревня                         | 0         |
| 20 | Новое Бошарово   | деревня                         | 16        |
| 21 | Новые Горицы     | деревня                         | ↘156      |
| 22 | Одинцово         | деревня                         | ↘14       |
| 23 | Поводнево        | деревня                         | ↘11       |
| 24 | Погорелка        | деревня                         | 1         |
| 25 | Пунцево          | железнодорожный разъезд         | 0         |
| 26 | Пупцево          | деревня                         | 33        |
| 27 | Радованье        | деревня                         | 1         |
| 28 | Рогово           | деревня                         | 1         |
| 29 | Сербины Горицы   | деревня                         | 27        |
| 30 | Старое Бошарово  | деревня                         | 7         |
| 31 | Тетерино         | деревня                         | 0         |
| 32 | Улыбышево        | деревня                         | 0         |
| 33 | Широкуша         | деревня                         | 0         |

### Упразднённые населённые пункты
- Лунцыно
- Кузнецово
- Починок
- Беклемишево
- Деревеньки

## Экономика
Колхозы «Маяк» (Новые Горицы), «Мир» (Зубарево) и совхоз «Сонковский».